# Shimpal Lelisi
Shimpal Lelisi (nacido c. 1973
) es un actor y presentador de televisión de Nueva Zelanda, conocido como uno de los miembros de Naked Samoans.

## Biografía
Nacido en Niue, Shimpal llegó a Nueva Zelanda a la edad de cuatro años. Comenzó a actuar a temprana edad, participando en producciones escolares. El teatro fue el inicio de su carrera profesional, y entre sus apariciones teatrales estuvo con los Naked Samoans en Naked Samoans Talk about Their Knives. Desde entonces, Shimpal permaneció con el grupo en producciones posteriores. Lo último del programa fue en diciembre de 2006, titulado Naked Samoans Go Home (Again).
En 1999, Shimpal se unió al elenco principal de la telenovela Shortland Street, interpretando el papel del enfermero Louie Iosefa. Sin embargo, su implicación más exitosa con la televisión ha sido Bro'Town. A Shimpal se le acredita como actor de voz y escritor de la serie animada junto con los otros tres Naked Samoans originales. En 2006, coprotagonizó la película de comedia Sione's Wedding. Shimpal también trabaja como reportero de televisión para Tagata Pasifika (coprotagonizada por Robbie Magasiva).
En 2014, le impusieron una multa de 900 dólares y se le prohibió conducir durante seis meses por conducir en estado de ebriedad.
Lelisi es un náufrago en la serie de 2022 del reality show de televisión neozelandés Celebrity Treasure Island.

## Filmografía

### Películas
| Año  | Película                       | Papel |
| ---- | ------------------------------ | ----- |
| 2012 | Sione's 2: Unfinished Business | Sefa  |
| 2006 | Sione's Wedding                | Sefa  |

### Televisión
| Year          | Series           | Role                   |
| ------------- | ---------------- | ---------------------- |
| 2010          | Radiradirah      | Tony/Andy the Android  |
| 2006–presente | Tagata Pasifika  | Presentador            |
| 2004–2009     | Bro'Town         | Valea Pepelo (voz)     |
| 1999–2000     | Shortland Street | Enfermero Louie Iosefa |